# Kuwait na Universíada de Verão de 2021
O Kuwait participou da Universíada de Verão de 2021, que aconteceu em Chengdu, na China, entre 28 de julho e 8 de agosto de 2023.
A delegação teve cinco atletas masculinos em duas modalidades olímpicas.

## Competidores
Estas foram as modalidades e atletas que disputaram a edição:
| Esporte   | Masculino | Feminino | Total |
| --------- | --------- | -------- | ----- |
| Atletismo | 3         | 0        | 3     |
| Natação   | 2         | 0        | 2     |
| Total     | 5         | 0        | 5     |

## Desempenho

### Atletismo
Masculino
Provas de campo
| Atleta              | Evento                | Primeira fase | Primeira fase | Semifinal | Semifinal | Final       | Final       | Ref.  |
| Atleta              | Evento                | Resultado     | Pos.          | Resultado | Pos.      | Resultado   | Pos.        | Ref.  |
| ------------------- | --------------------- | ------------- | ------------- | --------- | --------- | ----------- | ----------- | ----- |
| Hashem Al-Ali       | Salto em altura       | 2.00          | 24            | —         | —         | Não avançou | Não avançou | [ 3 ] |
| Abdullah Al-Zankawi | Lançamento de disco   | —             | —             | —         | —         | NM          | NM          | [ 4 ] |
| Mohammad Khan       | Lançamento do martelo | 55.58         | 21            | —         | —         | Não avançou | Não avançou | [ 5 ] |

### Natação
Masculino
| Atleta             | Evento         | Eliminatória | Eliminatória | Semifinal   | Semifinal   | Final       | Final       | Ref.   |
| Atleta             | Evento         | Tempo        | Pos.         | Tempo       | Pos.        | Tempo       | Pos.        | Ref.   |
| ------------------ | -------------- | ------------ | ------------ | ----------- | ----------- | ----------- | ----------- | ------ |
| Ali Buabbas        | 50m peito      | 32.05        | 43           | Não avançou | Não avançou | Não avançou | Não avançou | [ 6 ]  |
| Ali Buabbas        | 100m peito     | 1:11.62      | 42           | Não avançou | Não avançou | Não avançou | Não avançou | [ 7 ]  |
| Waleed Abdulrazzaq | 50m livre      | 23.83        | 34           | Não avançou | Não avançou | Não avançou | Não avançou | [ 8 ]  |
| Waleed Abdulrazzaq | 100m livre     | 50.85        | 26           | Não avançou | Não avançou | Não avançou | Não avançou | [ 9 ]  |
| Waleed Abdulrazzaq | 50m borboleta  | 24.45        | 18           | Não avançou | Não avançou | Não avançou | Não avançou | [ 10 ] |
| Waleed Abdulrazzaq | 100m borboleta | 55.34        | 26           | Não avançou | Não avançou | Não avançou | Não avançou | [ 11 ] |

Legenda
| Recorde mundial      | Recorde mundial (World record)               |                       | Recorde africano                      | Recorde africano (African) |                                           | Q | Classificado por posição (Qualified) |
| Recorde olímpico     | Recorde olímpico (Olympic record)            | Recorde da América    | Recorde da América (Americas)         | q                          | Classificado por melhor tempo (Qualified) |   |                                      |
| Melhor marca do ano  | Melhor marca do ano (World leading)          | Recorde asiático      | Recorde asiático (Asian)              | DNS                        | Não largou (Did not start)                |   |                                      |
| Recorde nacional     | Recorde nacional (National record)           | Recorde europeu       | Recorde europeu (European)            | DNF                        | Não terminou (Did not finish)             |   |                                      |
| Recorde pessoal      | Recorde pessoal do atleta (Personal best)    | Recorde da Oceania    | Recorde da Oceania (Oceania)          | DSQ / DQ                   | Desclassificado (Disqualified)            |   |                                      |
| Recorde da temporada | Recorde da temporada do atleta (Season best) | Recorde sul-americano | Recorde sul-americano (South America) | NM                         | Sem marca (No mark)                       |   |                                      |